# No Tears Left to Cry
No Tears Left to Cry (englisch für ‚Keine Tränen mehr zum Weinen übrig‘) ist ein Lied der US-amerikanischen Sängerin Ariana Grande. Das Lied erschien am 20. April 2018 als erste Singleauskopplung aus Grandes viertem Studioalbum Sweetener über Republic Records.

## Hintergrund
Die Single war die erste Veröffentlichung von Grande nach dem Terroranschlag in Manchester im Mai 2017.
No Tears Left to Cry ist das erste Lied des Albums, das Grande zusammen mit Max Martin, Ilya und Savan Kotecha schrieb, nachdem sie zuvor bereits ein Großteil des Albums mit Pharrell Williams verfasst hatte.

## Komposition und Text
Musikalisch ist das Lied den Genres Dance-Pop sowie Dance-R&B zuzuordnen. Das Tempo liegt bei 122 Schlägen pro Minute. Die Tonart ist A-Moll. Der Text bezieht sich auf die Terroranschläge in Manchester, wobei Grande diese nicht in den Vordergrund stellen wollte.

“She wanted [...] this album to be positive, about light and sharing love. It was really important to her that whatever the first thing she did coming back had to be hopeful.”

Ryan Reed schrieb für die Zeitschrift Rolling Stone: „In No Tears Left to Cry feiert Grande den Aufstieg über die Negativität der Welt“. Variety beschrieb das Lied als „zutiefst persönlich“.

## Musikvideo
Das Musikvideo erschien zusammen mit der Single am 20. April 2018 auf YouTube. Die Regie führte Dave Meyers. Bis August 2025 zählt das Musikvideo 1,2 Milliarden Aufrufe auf der Videoplattform.

## Kommerzieller Erfolg
Die Single erreichte in mehreren Ländern die Spitze der Singlecharts, darunter auch in Australien.

### Chartplatzierungen
| ChartsChartplatzierungen       | Höchstplatzierung | Wochen |
| ------------------------------ | ----------------- | ------ |
| Deutschland (GfK)              | 2 (23 Wo.)        | 23     |
| Österreich (Ö3)                | 2 (19 Wo.)        | 19     |
| Schweiz (IFPI)                 | 2 (24 Wo.)        | 24     |
| Vereinigte Staaten (Billboard) | 3 (27 Wo.)        | 27     |
| Vereinigtes Königreich (OCC)   | 2 (32 Wo.)        | 32     |

| ChartsJahrescharts (2018)      | Platzierung |
| ------------------------------ | ----------- |
| Deutschland (GfK)              | 61          |
| Österreich (Ö3)                | 53          |
| Schweiz (IFPI)                 | 36          |
| Vereinigte Staaten (Billboard) | 20          |
| Vereinigtes Königreich (OCC)   | 9           |

### Auszeichnungen für Musikverkäufe
Das Lied wurde weltweit mit zweimal Gold, 43-mal Platin, sowie viermal mit Diamant für über 10,9 Millionen verkauften Exemplare ausgezeichnet.

| Land/Region                  | Auszeichnungen für Musikverkäufe (Land/Region, Auszeichnung, Verkäufe) | Verkäufe   |
| ---------------------------- | ---------------------------------------------------------------------- | ---------- |
| Australien (ARIA)            | 6× Platin                                                              | 420.000    |
| Belgien (BRMA)               | Platin                                                                 | 30.000     |
| Brasilien (PMB)              | 3× Diamant                                                             | 480.000    |
| Dänemark (IFPI)              | Platin                                                                 | 90.000     |
| Deutschland (BVMI)           | Gold                                                                   | 200.000    |
| Frankreich (SNEP)            | Diamant                                                                | 333.333    |
| Italien (FIMI)               | Platin                                                                 | 50.000     |
| Kanada (MC)                  | 7× Platin                                                              | 560.000    |
| Mexiko (AMPROFON)            | 2× Platin                                                              | 120.000    |
| Neuseeland (RMNZ)            | 3× Platin                                                              | 90.000     |
| Norwegen (IFPI)              | 3× Platin                                                              | 180.000    |
| Österreich (IFPI)            | Platin                                                                 | 30.000     |
| Polen (ZPAV)                 | 4× Platin                                                              | 80.000     |
| Portugal (AFP)               | Platin                                                                 | 10.000     |
| Schweden (IFPI)              | 3× Platin                                                              | 240.000    |
| Spanien (Promusicae)         | Platin                                                                 | 60.000     |
| Ungarn (MAHASZ)              | Gold                                                                   | 2.000      |
| Vereinigte Staaten (RIAA)    | 6× Platin                                                              | 6.000.000  |
| Vereinigtes Königreich (BPI) | 3× Platin                                                              | 1.970.000  |
| Insgesamt                    | 2× Gold · 43× Platin · 4× Diamant ·                                    | 10.945.333 |

Hauptartikel: Ariana Grande/Auszeichnungen für Musikverkäufe